# Col·laboració Cochrane

La Col·laboració Cochrane (de l'anglès Cochrane Collaboration) és una col·laboració sense ànim de lucre d'uns 27.000 investigadors, voluntaris, de ciències de la salut en més de 90 països, que apliquen un rigorós i sistemàtic procés de revisió de les intervencions en salut. Recentment també s'han estudiat els resultats d'estudis observacionals com les proves diagnòstiques i cohorts. Els resultats d'aquestes revisions sistemàtiques es publiquen a la Biblioteca Cochrane (Cochrane Library).

## Història
El seu nom prové d'Archie L. Cochrane (1909–1988), un epidemiòleg britànic que va donar suport a la creació i l'organització del Servei de Salut britànic. Ell creia que les intervencions en salut que han demostrat la seva efectivitat han de ser gratuïtes i va criticar que els metges no haguessin sintetitzat en bé dels pacients i dels sistemes de salut, els resultats dels assajos clínics sobre diferents temes de la medicina clínica i de la salut pública. La Col·laboració Cochrane va ser fundada en 1993 sota el lideratge de Iain Chalmers en el Regne Unit i en altres llocs, per facilitar les revisions sistemàtiques d'assajos controlats aleatoris en tots els àmbits de l'atenció de la salut.

## Objectiu i principis
L'objectiu de la col·laboració és ajudar el personal de salut i als pacients a prendre decisions ben informades sobre l'atenció de la salut mitjançant la preparació, el manteniment i la garantia de l'accessibilitat de les revisions sistemàtiques dels efectes de les intervencions d'atenció de salut.
Els principis de la Col·laboració Cochrane:
- Col·laboració en xarxa
- Basat en l'entusiasme de les persones
- Evitar la duplicació
- Minimitzar el biaix
- Mantenir al dia les revisions
- Rellevància de les revisions
- Promoure l'accés
- Garantir la qualitat
- Continuïtat de les revisions sistemàtiques
- Promoure una àmplia participació a nivell global